# 성 카탈리나 교회

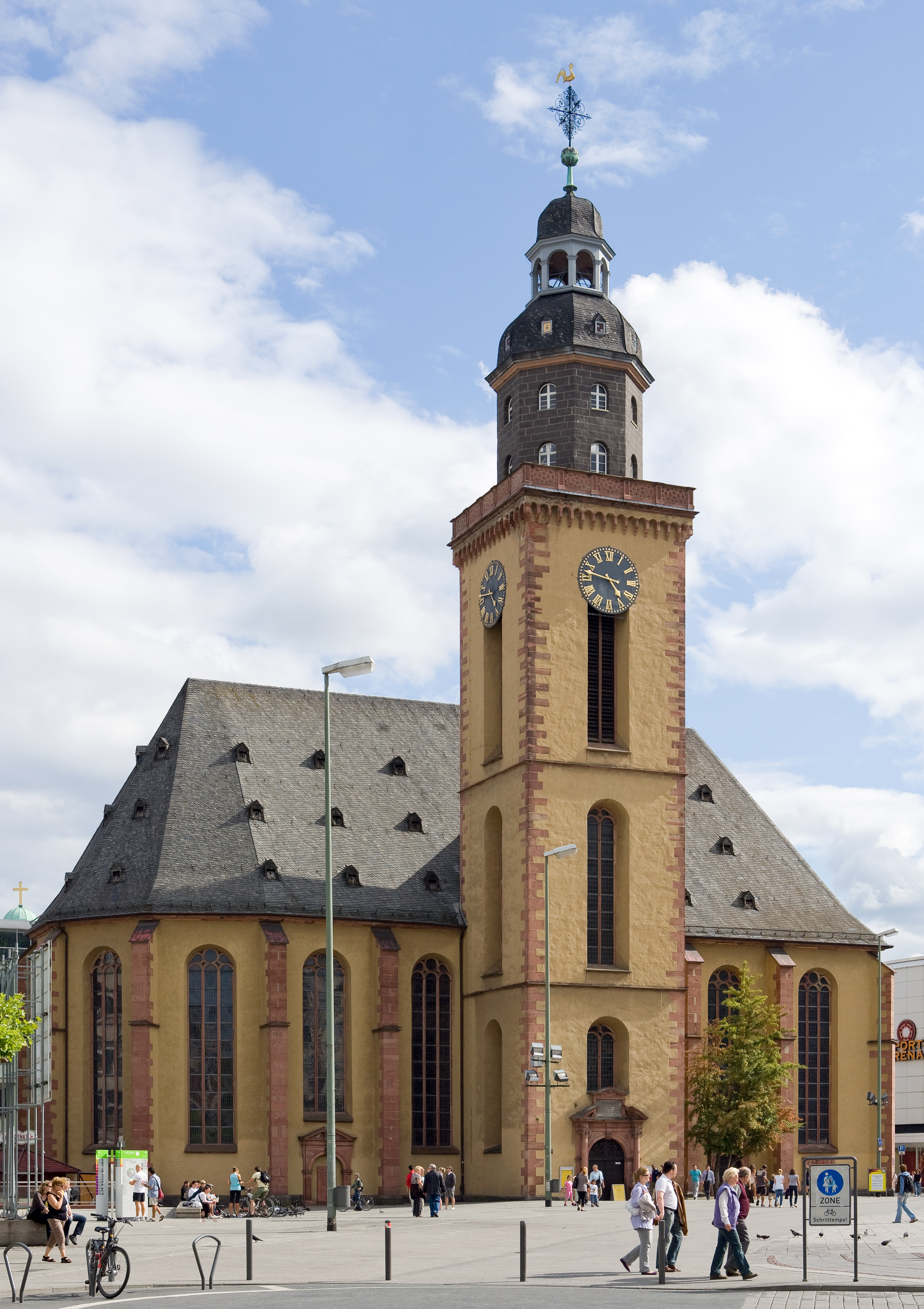
프랑크푸르트의 성 카타리나 교회 전경.

성 카탈리나 교회(독일어: St.-Katharinenkirche)는 프랑크푸르트에서 가장 큰 개신교(루터교)교회 건물이며 시내의 중앙 광장에 위치해 있다. 1678년과 1681년 사이에 건축된 바로크 건물로서, 1944년 2차 세계대전 중 파괴되었다가 1950년과 1954년사이 재건되었다.
카탈리나 교회는 1802년 이후 시에 기증된 여덟 개 교회 건축물중 하나이며, 시는 이 건물의 유지·보수를 책임진다.